# Pablo Bucca
Pablo Luján Bucca (San Carlos de Bolívar, 25 de noviembre de 1983) es un director y guionista de cine argentino.
Creador y director del Festival de Cine Nacional Leonardo Favio. En el año 2010 funda Límbico Films con la que produce su ópera prima "Una mujer sucede" el documental "Durazno" de Yashira Jordán y el film "Viaje inesperado" del reconocido director argentino Juán José Jusid.

## Cortos
- Ciudad prohibida (1997)
- El solitario (1999)
- Palmira (2000)
- Predicciones (2002)
- Clave XXI (2004)
- Colage, suicidio (2005)

## Largometrajes
Una mujer sucede (2010)